# Павлик Михайло Володимирович
Михайло Володимирович Павлик (19 листопада 1967, с. Долина, нині Україна — 5 липня 2022, біля м. Краматорська, Донецька область) — український військовослужбовець, старший солдат Сил територіальної оборони Збройних сил України, учасник російсько-української війни. Заслужений енергетик України (2016). Почесний громадянин міста Тернополя (2022, посмертно).

## Життєпис
Михайло Павлик народився 19 листопада 1967 року в селі Долині, нині Теребовлянської громади Тернопільського району Тернопільської области України.
26 лютого 2022 року призваний по мобілізації на третій день повномасштабного російського вторгнення в Україну. Служив стрільцем-помічником гранатометника роти вогневої підтримки 105-ї окремої бригади територіальної оборони. Загинув 5 липня 2022 року внаслідок артилерійського обстрілу біля м. Краматорська на Донеччині.
Похований 9 липня 2022 року у родинному селі.
Проживав у м. Тернополі.

## Нагороди
- заслужений енергетик України (21 грудня 2016) — за вагомий особистий внесок у розвиток вітчизняного енергетичного комплексу, багаторічну сумлінну працю та високий професіоналізм[3];
- почесний громадянин міста Тернополя (22 серпня 2022, посмертно)[4];
- нагрудний знак «Відмінник енергетики України»[5].
- почесний громадянин Теребовлянської громади (2023)[6].